# Taeniospora nasifera
Taeniospora nasifera är en svampart som beskrevs av Marvanová & Bärl. 1988. Taeniospora nasifera ingår i släktet Taeniospora och familjen Atheliaceae.   Inga underarter finns listade i Catalogue of Life.